# Откровенные рассказы странника духовному своему отцу
«Откровенные рассказы странника духовному своему отцу» — произведение XIX века некоего странника, путешествующего по России с Иисусовой молитвой.
Неизвестно, является произведение результатом труда одного автора-странника (паломника) или использует его образ для обучения практикам внутренней молитвы и общения с Богом. Рассказы распространялись в рукописном и печатном вариантах. Их переписал на Афоне и издал настоятель Черемисского монастыря Казанской епархии, игумен Паисий (Эрин).
В 1881 году книга была издана в Казани, под названием: «Откровенный рассказ странника духовному своему отцу. Написанный слышавшим, по убеждению следующего изречения в слове Божием: „Тайну цареву добро есть храните, дела же божии открывати славно“. Товит. XII, 7.». В 1883 году в Казани было напечатано второе издание книги. Третье издание, напечатанное в Казани в 1884 году, было исправленным и дополненным. В 1884 году в Москве вышло из печати уже четвёртое издание. Рассказы издавались и за границей, в Париже издательством «YMCA-press».
В 1983 году чтение «Откровенных рассказов странника духовному отцу своему» осуществлялось по «Радио Ватикана» по-русски на территорию СССР в передаче, выходившей по четвергам в 23.45 (постепенно прочитана вся книга).

## Авторство

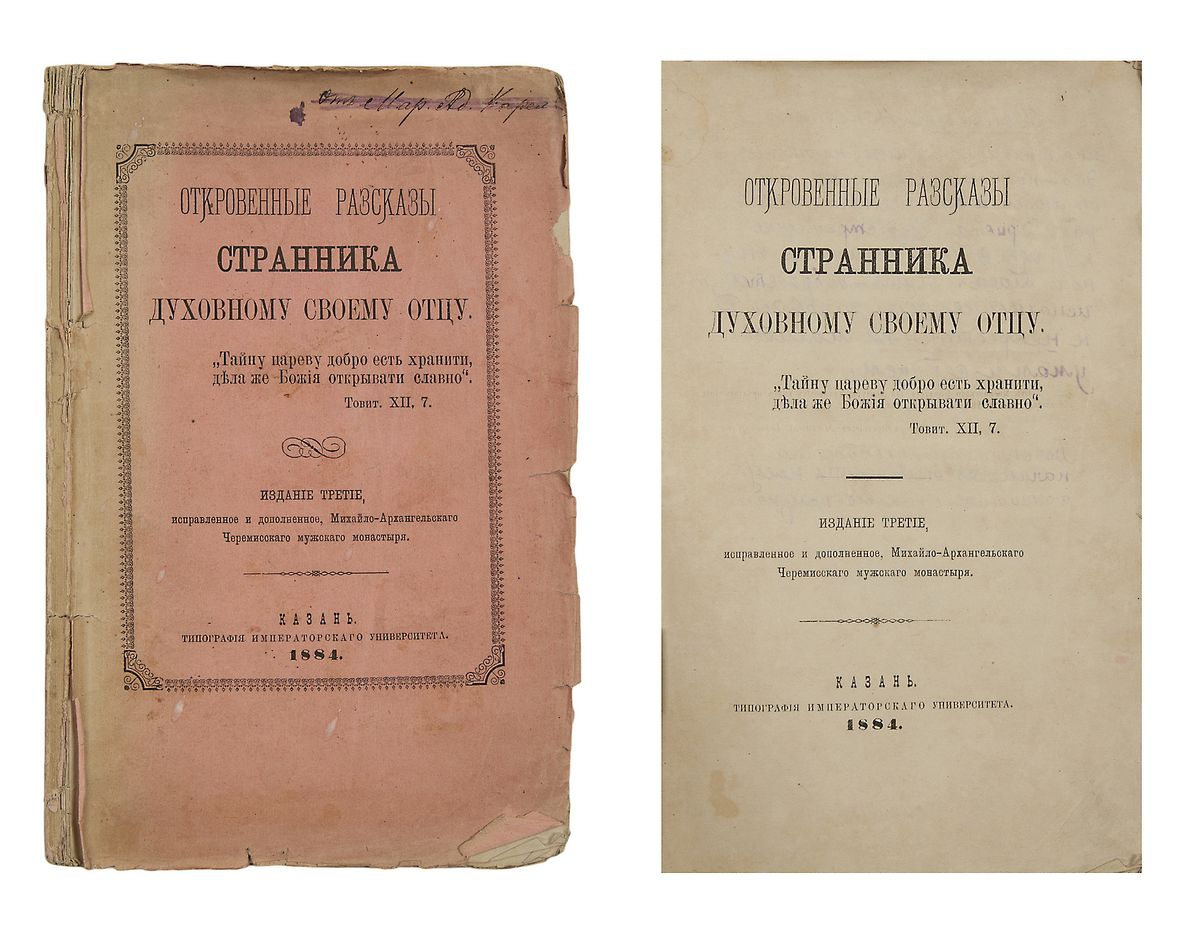
Откровенные рассказы странника духовному своему отцу. Третье издание (1884)

Полное единомыслие в отношении этого текста не утвердилось, что обусловлено особенностями литературной формы и содержания, а также туманным происхождением книги.
Исследователи выделяют четырёх основных и трёх дополнительных авторов. Алексей Мстиславович Пентковский утверждал, что первые четыре рассказа сохранились в поздней редакции оригинальной работы «Искатель непрестанной молитвы» архимандрита Михаила Козлова (1826—1884), а последующие рассказы являются работами Арсения Троепольского (1804—1870). Оба занимались «странствиями» по стране.

## Сюжет
Хождения странника вдохновлены словами апостола Павла (Первое послание к фессалоникийцам 5:17) «Непрестанно молитесь». Странник посещает церкви и монастыри, чтобы понять, как должно молиться не переставая. Ему встречается старец, который учит его Иисусовой молитве «Господи, Иисусе Христе, помилуй мя» и наставляет, как творить молитву непрестанно..
В книге передано постепенное духовное развитие и борьба рассказчика, чья духовность оказывает влияние на окружающих.

## История произведения

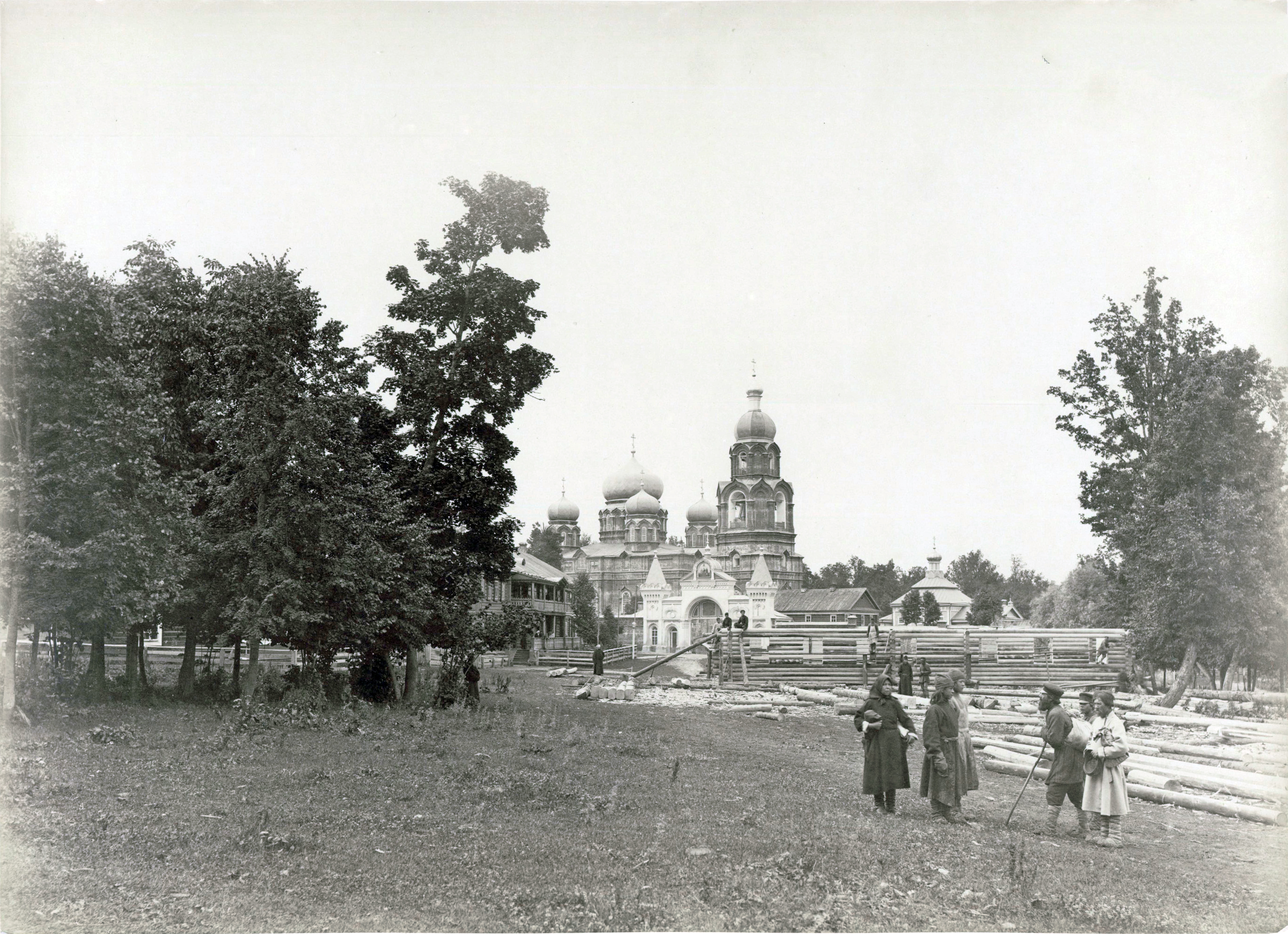
Черемисский Михаило-Архангельский мужской монастырь на фото Максима Дмитриева в 1894 году.

Впервые четыре рассказа неизвестного странника опубликовал в 1881 году в Казани игумен Паисий (Эрин), настоятель Михайло-Архангельского Черемисского монастыря; в 1883 году в Казани было напечатано второе, исправленное, издание, а в следующем году — третье издание. Через несколько десятилетий, в 1911 году, в Сергиевом Посаде были опубликованы ещё три рассказа странника (пятый — седьмой), рассматривавшие различные аспекты молитвенного делания и аскетической практики. Казанские издания рассказов неизвестного странника быстро распространились в кругах любителей духовного чтения, а затем и вне его.
В послереволюционный период рассказы странника получили известность в кругах русской эмиграции, увлечённой не столько «умным деланием», сколько образами прежней России и религиозным сознанием «Святой Руси». в 1930 году четыре рассказа по третьему казанскому изданию были напечатаны в Париже под редакцией и со вступительной статьёй Б. П. Вышеславцева.

## Переводы
Первые переводы рассказов странника на европейские языки — немецкий (в 1925 году), английский (в 1930 году) и французский (в 1943 году).
В 1925 году сочинение было переведено и издано на немецком языке под названием «Ein russisches Pilgerleben» в Берлине в издательстве «Petropolis», совместно с «Verlag Die Schmiede». Автор перевода ― немецкоязычный поэт и переводчик Рейнгольд фон Вальтер (нем. Reinhold von Walter; Роман Романович фон Вальтер, 1882—1965).
На английский язык произведение переведено англиканским священником, служившим в Архангельске, Реджинальдом Майклом Френчем (англ. Reginald Michael French; 1884—1969) и опубликовано в 1931 году под названием «The Way of a Pilgrim: And The Pilgrim Continues His Way». В статье к переводу Френч писал, что «каждый оценит искренность его (странника) убеждений, а некоторые, возможно, усомнятся в реальности своего опыта». Френч утверждал, что писанное относится к временам до освобождения крестьян в 1861 году и описанные события происходили между этим событием и Крымской войной 1853—1856 годов.
Книга переведена на румынский, арабский, итальянский, испанский, польские языки.

## «Фрэнни и Зуи»
«Откровенные рассказы странника» являются лейтмотивом в произведении «Фрэнни и Зуи» (состоит из двух рассказов — «Фрэнни» и «Зуи», 1961) Джерома Д. Сэлинджера. Молодая студентка колледжа Фрэнни Гласс впечатлена «Откровенными рассказами странника» (которые она читает в английском переводе) и характеризует их как способ «узреть Бога». Она считает Иисусову молитву подобной практикам медитации путём повторения мантры в индуизме и буддизме. Её брат Зуи узнаёт, что книга «Откровенные рассказы странника», которую читает Фрэнни, принадлежала их покойному брату Симору. Зуи пытается объяснить состояние сестры и помочь ей справиться с ним. «Фрэнни и Зуи» получил международную популярность и вызвал интерес к «Откровенным рассказам странника» у аудитории вне теологического общества и религиозных убеждений.

## Молитвы

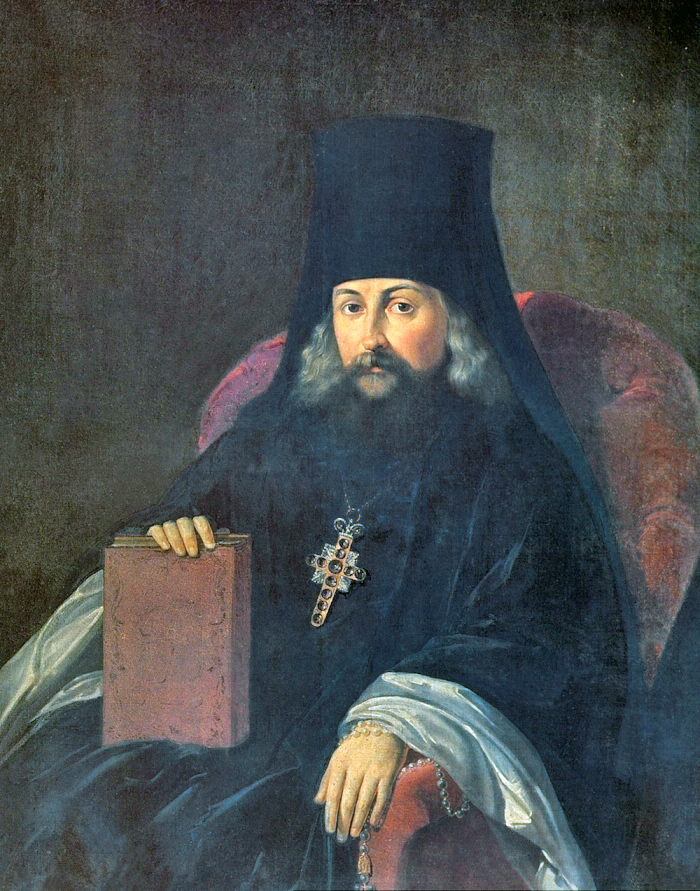
Портрет Игнатия Брянчанинова, середина XIX века.

«Откровенные рассказы странника» популизировал на Западе Иисусову молитву, одну из широко практикуемых христианских молитв после «Отче наш» и «Аве Мария». Популярность книги сказалась на современном возрождении практики исихазма, принятой в православии среди части монашества с XIV века.
Святитель Игнатий (Брянчанинов) писал, что книга может создать впечатление «непрестанной сердечной молитвы», что возможно постичь после недельных практик, но пример странника примечателен. Его духовная жизнь и следование учениям старца подготовили его к положительным результатам.
В предисловии к переводу книги, сделанному Ольгой Савиной, протопресвитер Фома Хопко называет книгу «духовной классикой», которая учит не только творить непрестанную молитву, что есть не самоцель, но «сама жизнь». Как и другие священнослужители, он отмечает, что практика непрестанной молитвы должна совершаться под руководством духовного отца, с вовлечением в церковную литургию (сопровождаться участием в литургическом служении). Он отмечал, что произведение подходит для паломников и становится им духовной пищей в пути.
Профессор Московской духовной академии Алексей Ильич Осипов в интервью, озаглавленном «The Way of a Pilgrim…» (Путь пилигрима…) упомянул свою статью, где отметил попытку странника молитвой связать ум с сердцем и постичь «сладостную теплоту», что противоречит учению святых отцов и может привести к заблуждению (прелести). Кроме того многие священнослужители, как и профессор Осипов, ссылаются на письма Феофана Затворника, который правил одно из изданий книги. В конце своей жизни святитель Феофан советовал одному человеку не читать эту книгу, поскольку некоторые советы не подходят этому человеку и могут привести его к прелести.
Митрополит Иларион (Алфеев) также предупреждает об ограничениях практик чтения молитв странником в книге (имяславие, Иисусова молитва). Митрополит Иларион ссылается на учения Святителя Игнатия Брянчанинова и Святителя Феофана Затворника, не советуя использовать психосоматический метод молитвы странника. С другой стороны, митрополит Иларион отмечает успех книги и её роль в знакомстве Запада с восточно-христианской практикой Иисусовой молитвы.

## Издания
- Откровенный рассказ странника духовному своему отцу, написанный слышавшим, по убеждению следующего изречения в слове Божием. / [Изд. игумена Паисия настоятеля Михайло-Архангельского мужского монастыря]. Казань: тип. Коковиной, 1881. — 129 с.; 24х15,3 см.
- Откровенные рассказы странника духовному своему отцу : Написанные слышавшим, по убеждению следующего изречения в слове божием: «Тайну цареву добро есть храните, дела же божии открывати славно» : Товит. XII, 7. — 2-е изд., игумена Паисия, настоятеля Михайло-Арханг. Черемис. муж. монастыря. — Казань : тип. Коковиной, 1883. — 144 с.
- Откровенные рассказы странника духовному своему отцу : Написанные слышавшим, по убеждению следующего изречения в слове божием: «Тайну цареву добро есть храните, дела же божии открывати славно» : Товит. XII, 7. — 3-е изд., испр. и доп. — Казань : Михайло-Арханг. Черемис. монастырь, 1884. — 162 с.
- Ein russisches Pilgerleben / herausgegeben von Reinhold von Walter. — Berlin : Petropolis : Schmiede, 1925. — IX, 173 c. ; 20 см.
- Откровенные рассказы странника духовному своему отцу / Под ред. и с предисл. Б. П. Вышеславцева. — Новое изд. — Paris : YMCA press, 1930. — 179, [1] с.; 19 см.
- Откровенные рассказы странника духовному своему отцу. — 3-е изд. — Paris : YMCA-press, 1948. — 292, [1] с.; 20 см.
- Откровенные рассказы странника духовному своему отцу. — 4-е изд. — Paris : YMCA-press, Cop. 1973. — 292, [1] с.; 20 см.
- Откровенные рассказы странника духовному своему отцу / Предисл. архим. Киприана Керна; Послесл. иеромонаха Василия Гролимунда. — 5., доп. изд. — Paris : YMCA-press, 1989. — 332, [1] с.; 20 см.